# III Legislatura de las Cortes franquistas
La III legislatura de las Cortes Franquistas comenzó el 13 de mayo de 1949 y finalizó 5 de abril de 1952.
Las Cortes estuvieron presididas por Esteban de Bilbao y Eguía, marqués de Bilbao.